# Lehighton
Lehighton é um distrito localizado no estado norte-americano de Pensilvânia, no Condado de Carbon.

## Demografia
Segundo o censo norte-americano de 2000, a sua população era de 5537 habitantes.
Em 2006, foi estimada uma população de 5494, um decréscimo de 43 (-0.8%).

## Geografia
De acordo com o United States Census Bureau tem uma área de
4,5 km², dos quais 4,4 km² cobertos por terra e 0,1 km² cobertos por água. Lehighton localiza-se a aproximadamente 174 m acima do nível do mar.

## Localidades na vizinhança
O diagrama seguinte representa as localidades num raio de 8 km ao redor de Lehighton.